# Alexis Bœuf
Alexis Bœuf (ur. 4 marca 1986 w Chambéry) – francuski biathlonista, czterokrotny medalista mistrzostw świata.

## Kariera
Biathlon trenował od 2000 roku. Pierwszy sukces w karierze osiągnął w 2006 roku, kiedy podczas mistrzostw świata juniorów w Presque Isle zdobył złoty medal w sztafecie.
W zawodach Pucharu Świata zadebiutował 27 lutego 2008 roku w Pjongczangu, zajmując 38. miejsce w sprincie. Pierwsze pucharowe punkty (do sezonu 2007/2008 punkty zdobywało 30. najlepszych zawodników) zdobył dwa dni później w tej samej miejscowości, gdzie zajął 16. miejsce w biegu pościgowym. Na podium zawodów tego cyklu pierwszy raz stanął 21 stycznia 2010 roku w Anterselvie, gdy rywalizację w biegu indywidualnym ukończył na trzeciej pozycji. W zawodach tych wyprzedzili go jedynie Serhij Sedniew z Ukrainy i Austriak Daniel Mesotitsch. W kolejnych startach jeszcze trzy razy stanął na podium: 10 grudnia 2010 roku w Hochfilzen był trzeci w sprincie, 6 lutego 2011 roku w Presque Isle zwyciężył w biegu pościgowym, a 1 grudnia 2012 roku w Östersund zajął drugie miejsce w sprincie. Najlepsze wyniki osiągnął w sezonie 2012/2013, kiedy zajął 17. miejsce w klasyfikacji generalnej.
Na mistrzostwach świata w Chanty-Mansyjsku w 2011 roku reprezentacja Francji w składzie: Marie-Laure Brunet, Marie Dorin, Alexis Bœuf i Martin Fourcade zdobyła brązowy medal w sztafecie mieszanej. Na rozgrywanych rok później mistrzostwach świata w Ruhpolding razem z Jeanem-Guillaume'em Béatrixem, Simonem Fourcade'em i Martinem Fourcade'em zdobył srebrny medal w sztafecie mężczyzn. Kolejne dwa medale wywalczył podczas mistrzostw świata w Novym Měscie. Najpierw razem z Brunet, Dorin i Martinem Fourcade'em był drugi w sztafecie mieszanej. Parę dni późnej drugi był też w sztafecie mężczyzn, w której Francuzi wystartowali w składzie sprzed roku. Na tej samej imprezie był też między innymi szósty w sprincie i siódmy w biegu pościgowym. Brał też udział w igrzyskach olimpijskich w Soczi w 2014 roku, plasując się na 80. pozycji w biegu indywidualnym i 7. w sztafecie.

## Osiągnięcia w biathlonie

### Igrzyska olimpijskie
| Rok  | Miejscowość | Konkurencje | Konkurencje | Konkurencje | Konkurencje | Konkurencje | Konkurencje | Konkurencje |
| Rok  | Miejscowość | IN          | SP          | PU          | MS          | RL          | MR          | SR          |
| ---- | ----------- | ----------- | ----------- | ----------- | ----------- | ----------- | ----------- | ----------- |
| 2014 | Soczi       | 80.         | –           | –           | –           | 7.          | nd.         | –           |

### Mistrzostwa świata
| Rok  | Miejscowość     | Konkurencje | Konkurencje | Konkurencje | Konkurencje | Konkurencje | Konkurencje | Konkurencje |
| Rok  | Miejscowość     | IN          | SP          | PU          | MS          | RL          | MR          | SR          |
| ---- | --------------- | ----------- | ----------- | ----------- | ----------- | ----------- | ----------- | ----------- |
| 2011 | Chanty-Mansyjsk | DNF         | 70.         | –           | –           | 12.         | 3.          | –           |
| 2012 | Ruhpolding      | 52.         | 9.          | 18.         | 15.         | 2.          | –           | –           |
| 2013 | Nové Město      | 27.         | 6.          | 8.          | 28.         | 2.          | 2.          | –           |

### Mistrzostwa świata juniorów
| Rok  | Miejscowość  | Konkurencje | Konkurencje | Konkurencje | Konkurencje | Konkurencje | Konkurencje | Konkurencje |
| Rok  | Miejscowość  | IN          | SP          | PU          | MS          | RL          | MR          | SR          |
| ---- | ------------ | ----------- | ----------- | ----------- | ----------- | ----------- | ----------- | ----------- |
| 2005 | Kontiolahti  | 15.         | 24.         | 15.         | nd.         | 16.         | nd.         | –           |
| 2006 | Presque Isle | 25.         | 8.          | 9.          | nd.         | 1.          | nd.         | –           |
| 2007 | Martell      | 15.         | 28.         | 8.          | nd.         | 13.         | nd.         | –           |

### Puchar Świata

#### Miejsca w klasyfikacji generalnej
| Sezon     | Miejsce |
| --------- | ------- |
| 2007/2008 | 76.     |
| 2008/2009 | 82.     |
| 2009/2010 | 53.     |
| 2010/2011 | 18.     |
| 2011/2012 | 23.     |
| 2012/2013 | 17.     |
| 2013/2014 | 39.     |
| 2014/2015 | -       |

#### Miejsca na podium – chronologicznie
| Lp. | Dzień       | Rok  | Miejscowość  | Konkurencja                | Lokata | Pudła   | Czas biegu | Strata | Zwycięzca               |
| --- | ----------- | ---- | ------------ | -------------------------- | ------ | ------- | ---------- | ------ | ----------------------- |
| 1.  | 21 stycznia | 2010 | Anterselva   | Bieg indywidualny na 20 km | 3.     | 0+1+0+0 | 55:01,0    | +54,3  | Serhij Sedniew          |
| 2.  | 10 grudnia  | 2010 | Hochfilzen   | Sprint na 10 km            | 3.     | 0+1     | 28:50,9    | +33,3  | Tarjei Bø               |
| 3.  | 6 lutego    | 2011 | Presque Isle | Bieg pościgowy na 12,5 km  | 1.     | 0+1+0+1 | 36:02,4    | –      | –                       |
| 4.  | 1 grudnia   | 2012 | Östersund    | Sprint na 10 km            | 2.     | 0+1     | 25:28,5    | +18,1  | Jean-Philippe Leguellec |

## Osiągnięcia w biegach narciarskich

### Mistrzostwa świata
| Miejsce | Dzień     | Rok  | Miejscowość | Konkurencja            | Czas biegu | Strata | Zwycięzca      |
| ------- | --------- | ---- | ----------- | ---------------------- | ---------- | ------ | -------------- |
| 35.     | 24 lutego | 2011 | Oslo        | Sprint stylem dowolnym | 2:57,4     | —      | Marcus Hellner |

### Puchar Świata

#### Miejsca w klasyfikacji generalnej
| Sezon     | Miejsce |
| --------- | ------- |
| 2010/2011 | 141.    |

#### Miejsca w poszczególnych zawodachPucharu Świata
stan po zakończeniu sezonu 2010/2011
| Sezon 2010/2011                                                                         |                      |                         |                         |    |                        |                       |                    |                           |                          |                        |                        |                           |                     |                                |                              |                             |     |                      |                        |                     |                        |                     |                         |                      |                       |                    |                        |                        |                       |     |        |        |        |        |        |        |        |        |        |        |        |        |        |        |
| Gällivare 20.11 (15 km F)                                                               | Kuusamo 26.11 (SP C) | Kuusamo 27.11 (10 km C) | Kuusamo 28.11 (15 km F) | RT | Düsseldorf 4.12 (SP F) | Davos 11.12 (15 km C) | Davos 12.12 (SP F) | La Clusaz 18.12 (30 km F) | Oberhof 31.12 (3,7 km F) | Oberhof 1.01 (15 km C) | Oberstdorf 2.01 (SP C) | Oberstdorf 3.01 (2×10 km) | Toblach 5.01 (SP F) | Cortina-Toblach 6.01 (32 km F) | Val di Fiemme 8.01 (20 km C) | Val di Fiemme 9.01 (9 km F) | TdS | Liberec 15.01 (SP F) | Otepää 22.01 (15 km C) | Otepää 23.01 (SP C) | Rybińsk 4.02 (2×10 km) | Rybińsk 5.02 (SP F) | Drammen 19.02 (15 km C) | Drammen 20.02 (SP F) | Lahti 12.03 (2×10 km) | Lahti 13.03 (SP C) | Sztokholm 16.03 (SP C) | Falun 18.03 (3,3 km C) | Falun 19.03 (2×10 km) | FPŚ | punkty | punkty | punkty | punkty | punkty | punkty | punkty | punkty | punkty | punkty | punkty | punkty | punkty | punkty |
| -                                                                                       | -                    | -                       | -                       | -  | -                      | -                     | 20                 | -                         | -                        | -                      | -                      | -                         | -                   | -                              | -                            | -                           | -   | -                    | -                      | -                   | -                      | -                   | -                       | -                    | -                     | -                  | -                      | -                      | -                     | -   | 11     | 11     | 11     | 11     | 11     | 11     | 11     | 11     | 11     | 11     | 11     | 11     | 11     | 11     |
| Legenda                                                                                 |                      |                         |                         |    |                        |                       |                    |                           |                          |                        |                        |                           |                     |                                |                              |                             |     |                      |                        |                     |                        |                     |                         |                      |                       |                    |                        |                        |                       |     |        |        |        |        |        |        |        |        |        |        |        |        |        |        |
| 1 2 3 4-10 11-30 31-100 wyniki anulowane - – zawodnik nie wystartował TdS – Tour de Ski |                      |                         |                         |    |                        |                       |                    |                           |                          |                        |                        |                           |                     |                                |                              |                             |     |                      |                        |                     |                        |                     |                         |                      |                       |                    |                        |                        |                       |     |        |        |        |        |        |        |        |        |        |        |        |        |        |        |